# آلفرد بیت ریچاردز
آلفرد بیت ریچاردز (انگلیسی: Alfred Bate Richards; ۱ ژانویهٔ ۱۸۲۰ – ۱ ژانویهٔ ۱۸۷۶) یک روزنامه‌نگار اهل انگلستان بود.